# Vic Van Oosterwyck
Vic Van Oosterwyck (3 mei 2000) is een Belgisch basketballer.

## Carrière
Van Oosterwyck speelde in de jeugd van Guco Lier. Hij won met de eerste ploeg de derde klasse in 2019. Het seizoen erop speelde hij op dubbele licentie bij Kangoeroes Mechelen waar hij twee seizoenen speelde. In 2022 werd hij kampioen met Lier in de tweede klasse. In 2022 maakte hij de overstap naar Oxaco Boechout waar hij een seizoen speelde. In 2023 keerde hij terug naar Guco Lier.
Van Oosterwyck is daarnaast onderdeel van de Team Antwerp en daarna Team Riffa.

## Erelijst
- Derde klasse: 2019
- Tweede klasse: 2022